# Chrysosplenium rimosum
Chrysosplenium rimosum är en stenbräckeväxtart. Chrysosplenium rimosum ingår i släktet gullpudror, och familjen stenbräckeväxter.

## Underarter
Arten delas in i följande underarter:
- C. r. dezhnevii
- C. r. rimosum